# سلایا
سلایا (به اسپانیایی: Celaya) از شهرهای کشور مکزیک است که در ایالت گوآناخوآتو قرار دارد و جمعیت آن طبق سرشماری سال ۲۰۱۰ میلادی ۳۱۰٬۴۱۳ نفر بوده است.